# 諾伍德 (北卡羅萊納州)
諾伍德（英語：Norwood）是一個位於美國北卡羅萊納州斯坦利縣的城鎮。

## 人口
根據2020年美國人口普查的數據，諾伍德的面積為11.78平方千米，當中陸地面積為11.75平方千米，而水域面積為0.03平方千米。當地共有人口2367人，而人口密度為每平方千米201人。